# Сва лица доброте
Сва лица доброте (енгл. Kinds of Kindness) је апсурдистичко-црнохумористички антологијски филм из 2024. године, режисера Јоргоса Лантимоса, који је и написао сценарио заједно са Ефтимисом Филипуом. Главне улоге у филму тумаче Ема Стоун, Џеси Племонс, Вилем Дафо, Маргарет Кволи, Хонг Чау, Џо Алвин, Мамуду Ати и Хантер Шафер.
Филм је премијерно приказан 17. маја 2024. на Канском филмском фестивалу, где је Племонс освојио награду за најбољег глумца. У америчким биоскопима је објављен 21. јуна исте године и добио је углавном позитивне рецензије критичара.

## Радња
Структурисан као „триптих бајка”, филм се састоји од три различите, али донекле повезане приче:

### Смрт РМФ-а
Роберт Флечер прати сваку наредбу свог доминантног шефа и љубавника, Рејмонда. Рејмонд контролише сваки аспект Робертовог живота; спојио га је са његовом супругом Саром, купио им је кућу и аутомобил и диктира када могу да имају сексуални однос. Једног дана, Рејмонд наређује Роберту да изазове саобраћајну несрећу како би убио „РМФ-а”, човека познатог само по иницијалима. Обојица преживљавају судар са лакшим повредама. Када му Рејмонд нареди да покуша поново, Роберт признаје да се плаши и да није спреман да покуша поново, али Рејмонд инсистира. Роберт поново одбија, што је наљутило Рејмонда, који га отпушта, наводећи да је Роберт „сада слободан”. Робертов живот почиње да се распада. Из његове куће односе вредни разбијени тениски рекет Џона Макенроа, који му је Рејмонд поклонио. Утучени Роберт признаје Сари да је Рејмонд плаћао докторе да јој дају абортиве са намером да она поверује да је имала побачаје и проблеме са јајницима; Сара га напушта, даје отказ на послу и нестаје из његовог живота. Очајан, Роберт тражи од Рејмонда још једну шансу, али овај га агресивно одбија.
Покушавајући да поврати Рејмондово поштовање, Роберт упознаје Риту, жену за коју брзо открива да њен живот такође контролише Рејмонд. Након што је Рита такође добила задатак да се слупа и убије РМФ-а, она завршава у болници, а РМФ је у критичном стању. Роберт киднапује РМФ-а, бацајући га на болнички прилаз, и више пута га прегази аутомобилом. Роберт потом долази у Рејмондову вилу. Роберт грли Рејмонда и Вивијан, Рејмондову љубавницу са којом живи, на каучу. Рејмонд наводи да је знао да га Роберт неће разочарати.

### РМФ лети
Полицајац Данијел оплакује нестанак своје супруге Лиз, морског биолога која је нестала на мору, када добије вест да је спасена у хеликоптеру којим је управљао РМФ. Лиз се неким чудом враћа Данијелу неповређена, али многе ствари у вези са њом делују необично; чини се да су њено понашање и интереси супротни од онога што је била раније, њихова мачка се понаша агресивно према њој, а њена стопала више не стају у њене ципеле, што доводи до тога да Данијел постане сумњичав према њој. Усред његове параноје о Лиз, она каже Данијелу да је трудна. Он јој наређује да оде и прети њеним хапшењем ако одбије. Данијелова параноја ескалира током заустављања једног аутомобила због прекорачења брзине, током чега пуца сувозачу у руку и лиже му рану. Због овога је суспендован из полиције и преписани су му антипсихотици.
Лиз приповеда свом оцу сан који је доживела претходне ноћи, у којем су пси били доминантна врста и држали људе попут Лиз као кућне љубимце, хранили их чоколадом, храном коју је раније мрзела, али је јела због великих количина. Она закључује да је боље ослонити се на нешто што је стално доступно, а не на нешто што исцрпљује сваки дан. Везан за кућу и још увек неуверен у Лизин идентитет, Данијел почиње да се изгладњује, а затим наређује Лиз да се сакати на разне начине. Прво, Данијел тражи да поједе један од Лизин прст. Лиз сече свој палац и сервира га Данијелу на тањиру. Данијел потом говори свом доктору да се Лиз осакатила својом вољом и тврди да је почела да се удара у стомак и лице. У гинеколошкој ординацији је откривено да је Лиз побацила, а она тврди да ју је Данијел ударио након што му је одговорила, кривећи за то антипсихотике. Касније, Данијел захтева још хране, сугеришући њену јетру. Лиз се повинује, вади своју јетру и умире. Још једна Лиз стиже на Данијелова врата и њих двоје се срећно грле. У одјавној шпици су приказани снимци паса који живе као људи.

### РМФ једе сендвич
Емили и Ендру су чланови секс култа који воде загонетни Оми и Ака. Обред чишћења култа укључује знојење „токсина” у сауни уколико је члан оптужен за сексуални однос са било ким осим Омија или Аке, при чему Ака лиже зној са њиховог пупка да би утврдила да ли су очишћени. Емили и Ендру траже жену са способношћу да реанимира мртве. Они испитују кандидаткињу по имену Ана, за коју сматрају да није успела. Емили потајно посећује свог отуђеног мужа Џозефа и њихову ћерку. Касније, Оми даје Емили и Ендруу информације о другој могућој кандидаткињи, само да би открили да је она већ мртва. Емили верује да јој се жена коју траже појавила у сну. Док Емили и Ендру једу у ресторану, жена по имену Ребека, која личи на жену коју је Емили сањала, прилази им и каже да зна ко су они. Она сугерише да би њена сестра близнакиња Рут била савршен кандидат. Ендру одбацује ово, рекавши да један од услова − да кандидаткињина близнакиња мора бити преминула − није испуњен.
Током посете свом старом дому, Емили наилази на Џозефа и њихову ћерку, а Џозеф је позива да их поново посети. Она то и чини, али је Џозеф дрогира пићем и силује у несвести. Јутро после тога, Оми, Ака и Ендру стижу у Емилин стари дом и воде је на „тестирање”. Она је избачена из култа након што је утврђено да је „заражена”. Желећи да се врати у култ, она одлучује да посети Рут. Пре одласка посећује Ребеку, која је раније позвала да каже да ће моћи да испуни један од услова. Ребека се убија бацајући се у празан базен током Емилине посете, испуњавајући пророчанство. Након што је посетила Рутину ветеринарску ординацију и била сведок спонтаног излечења пса којег је ова прегледала, Емили је дрогира и доводи у мртвачницу, где наређује Рут да оживи тело РМФ-а. Рут успева у томе, а Емили енергично плеше испред свог аутомобила у знак славља. У журби да стигне до седишта култа, Емили је ометена и слупа свој ауто, убивши Рут.
У сцени током одјавне шпице, РМФ једе сендвич и просипа кечап по кошуљи. Конобарица му даје салвету да се очисти.

## Улоге
| Глумац            | Улога                               |
| ----------------- | ----------------------------------- |
| Ема Стоун         | Рита                                |
| Ема Стоун         | Лиз                                 |
| Ема Стоун         | Емили                               |
| Џеси Племонс      | Роберт                              |
| Џеси Племонс      | Данијел                             |
| Џеси Племонс      | Ендру                               |
| Вилем Дафо        | Рејмонд                             |
| Вилем Дафо        | Џорџ                                |
| Вилем Дафо        | Оми                                 |
| Маргарет Кволи    | Вивијан                             |
| Маргарет Кволи    | Марта                               |
| Маргарет Кволи    | Рут и Ребека                        |
| Хонг Чау          | Сара                                |
| Хонг Чау          | Шерон                               |
| Хонг Чау          | Ака                                 |
| Џо Алвин          | проценитељ колекционарских предмета |
| Џо Алвин          | алкохолисани путник у аутомобилу    |
| Џо Алвин          | Џозеф                               |
| Мамуду Ати        | Вил                                 |
| Мамуду Ати        | Нил                                 |
| Мамуду Ати        | радник у мртвачници                 |
| Хантер Шафер      | Ана                                 |
| Јоргос Стефанакос | РМФ                                 |